# 大妻女子大学の人物一覧
大妻女子大学の人物一覧（おおつまじょしだいがくのじんぶついちらん）は、大妻女子大学に関係する人物の一覧記事。

## 創立者
- 大妻コタカ - 大妻学院を創立。

## 学部別主要教員

### 文学部
- 内藤千珠子 - 日本文学科教授、日本近現代文学
- 吉川信 - 英文学科教授、英文学
- 松村茂樹 - コミュニケーション文化学科教授、中国文学

### 家政学部
- 金田卓也 - 児童学科教授、芸術教育

### 社会情報学部
- 木下勇 - 社会情報学科教授、建築計画
- 松本康 - 社会情報学科教授、都市社会学
- 山崎志郎 - 社会情報学科教授、日本経済史
- 山田幸三 - 社会情報学科教授、経営学

### 人間関係学部
- 小谷敏 - 人間関係学科教授、文化社会学
- 干川剛史 - 人間関係学科教授、災害社会学
- 田中俊之 - 人間関係学科准教授、知識社会学

### 附置研究所など
- 是澤博昭 - 教職総合支援センター教授、教育学
- 冨浦英一 - 新学部設置準備室教授、国際経済学

## 元教員

### 文学部
- 村里好俊 - 英文学者
- 五十嵐浩司 - ジャーナリスト
- 田中東子 - 社会学者
- 伊藤博 - 国文学者、名誉教授

### 家政学部
- 瀬戸口清文 - 体操指導者、「おかあさんといっしょ」8代目たいそうのおにいさん

### 社会情報学部
- 正村俊之 - 社会学者
- 森義信 - 歴者学者
- 伊藤正直 - 経済学者、元学長

### 比較文化学部
- 持田公子 - 美術史学者、比較文化学者
- 上垣外憲一 - 比較文学者、文化学者

### 都市社会学
- 高橋勇悦 - 社会学者

## 主な出身者

### 文学
- 桂望実 - 作家『県庁の星』（文学部国文学科）
- 原田ひ香 - 作家『すばる文学賞』2007年受賞（文学部日本文学科）
- 白石公子 - 詩人（文学部国文学科）
- 蛭田亜紗子 - 作家（文学部日本文学科）

### 芸能
- 川口節子 - 女優
- 雨宮亜衣 - ファッションモデル（家政学部ライフデザイン学科）
- 柏倉早智子 - チアリーディング指導者（家政学部）
- 平井絢野 - チアリーダー
- 金月真美 - 声優（文学部英文学科）
- 杏子 - 歌手、元BARBEE BOYS（文学部英文学科）
- 瀧内公美 - 女優（家政学部児童学科）
- 西山繭子 - 女優、作家（文学部英文学科）
- 林摩理子 - 女優、声優（家政学部被服学科）
- 次原かな - タレント（社会情報学部）
- 貫地谷しほり - 女優（中退）
- いとうまい子 - タレント（中退）
- 三輪麻未 -　モデル・タレント（人間関係学部）
- 小松未可子 - 声優（社会情報学部）
- ヤハラリカ -　モデル・タレント（人間関係学部）
- Niki - モデル・タレント（文学部英文学科）
- 長久梨那 - タレント（比較文化学部）
- 立川だん子 - 落語家
- なみはるか（ターリーターキー） - お笑いタレント（文学部コミュニケーション文化学科）
- ゆかるん（SILENT SIREN）- ガールズバンドのキーボード担当（文学部コミュニケーション文化学科）
- 滝沢眞規子 - ファッションモデル
- 平有紀子 - ファッションモデル
- くじら - 声優
- 藍田舞 - アイドル、タレント
- チェルシーリナ - モデル

### 放送
- 尾辻舞 - フリーアナウンサー（圭三プロダクション所属）、元高知さんさんテレビ・テレビ神奈川アナウンサー
- 吉田涙子 - 文化放送報道記者・元アナウンサー（文学部）
- 堤礼実 - フジテレビアナウンサー（人間関係学部）
- 徳永有美 - フリーアナウンサー、元テレビ朝日アナウンサー（社会情報学部）
- 宮田めぐみ - リポーター（社会情報学部）
- 永井まどか - 元青森放送アナウンサー、元フリーアナウンサー
- 竹嶋和江 - 元石川テレビ放送アナウンサー
- 渡部有 - テレビユー山形アナウンサー（比較文化学部）
- 増田美香 - テレビ神奈川アナウンサー、元フリーアナウンサー（ニチエンプロダクション所属）、元とちぎテレビアナウンサー（人間関係学部）
- 鍛治絵里子 - アナウンサー
- 来栖史江 - フリーアナウンサー、元静岡放送アナウンサー（文学部国文学科）
- 宮里亜衣 - フリーアナウンサー、元新潟テレビ21アナウンサー
- 内藤知香 - フリーアナウンサー（社会情報学部）
- 弭間花菜 - フリーアナウンサー、元秋田朝日放送アナウンサー（文学部コミュニケーション文化学科）
- 小宮山瑞季 - 長野放送アナウンサー（文学部英文学科）
- 小倉彩瑛 - テレビ静岡アナウンサー（比較文化学部）

### その他
- 首藤若菜 - 経済学者、立教大学経済学部教授（社会情報学部）
- 西出博子 - ビジネスマナー講師（文学部国文学科）
- 貞升南 - 将棋の女流棋士（人間関係学部）
- 黒澤めぐみ - 写真家（家政学部）
- 佐藤照子 - 教育者（家政学部）
- 穐山茉由 - 映画監督、脚本家（家政学部被服学科）